# Lexus UX Concept
De Lexus UX Concept is een conceptauto van de Japanse autofabrikant Lexus die getoond werd op de Mondial de l'Automobile op 29 september 2016. De UX Concept is een studiemodel van de Franse designstudio ED2 (Toyota European Design Center) in Sophia Antipolis, waar onder andere de Toyota Corolla E12 hatchback en Verso ontworpen zijn.
De Lexus UX Concept werd door Goodyear uitgerust met hun prototype Urban Crossover banden. De banden zijn met lasertechnologie gesneden waardoor het optisch lijkt alsof de banden en velgen in elkaar overvloeien. Goodyear combineert met deze band hun Sound Comfort Technology en RunOnFlat Technology waarmee de band door middel van een chip informatie stuurt naar de ECU en de wegligging verbetert, en de band tot wel 80 kilometer ver kan komen met een lekke band.